# Zakon Bazylianów Świętego Jozafata
Bazyliański Zakon Świętego Jozafata (bazylianie; łac. Ordo Basilianus Sancti Josaphat; ukr. Василіянський Чин святого Йосафата) – katolicki zakon obrządku greckiego, żyjący według reguły zakonnej Bazylego Wielkiego. Oficjalna nazwa „Bazyliański Zakon Świętego Jozafata” nie jest zbyt popularnym określeniem tego zakonu. W Polsce rozpowszechniona jest nazwa Zakon Świętego Bazylego Wielkiego bądź po prostu „bazylianie”, ponieważ jest to jedyny zakon z istniejących wspólnot bazyliańskich, działający w Europie Środkowo-Wschodniej. Zakon używa skrótu „OSBM”, wspólnego dla wszystkich katolickich zgromadzeń bazyliańskich. Skrótu od nazwy oficjalnej, czyli OBSJ, kongregacja nie posiada. W krajach, gdzie używa się cyrylicy, zakon ma skrót „ЧСВВ”.

## Historia zakonu bazylianów św. Jozafata

### Zakon w czasach Rzeczypospolitej Obojga Narodów

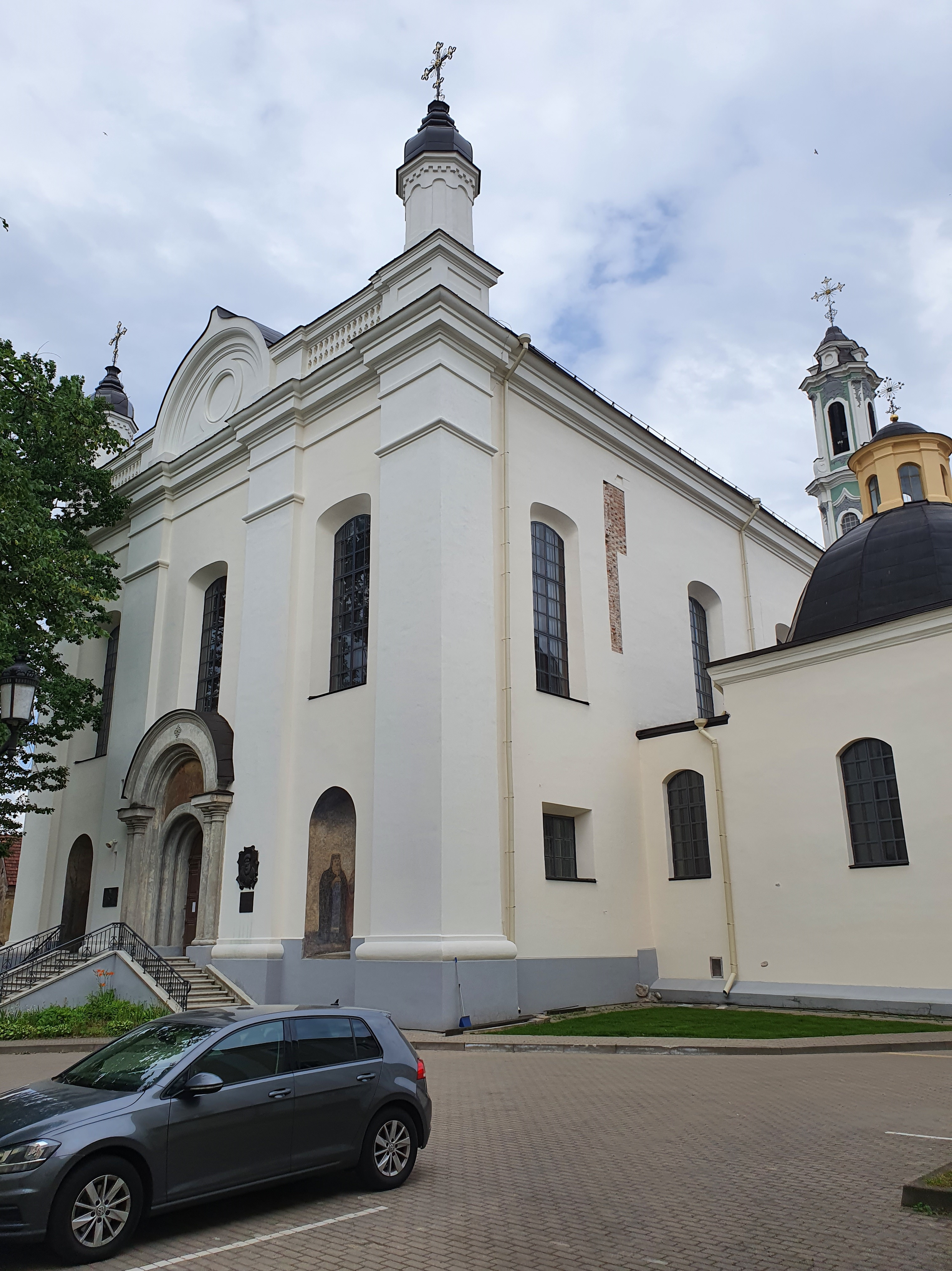
Cerkiew Trójcy Świętej w Wilnie

#### Kształtowanie się zakonu
Zakon powstał po podpisaniu unii w Brześciu Litewskim w 1596 roku. Założyli go mnisi prawosławni z terytorium Rzeczypospolitej, którzy uznali zwierzchnictwo papieża. Działalność zakonu sprzyjała przejściu na wyznanie katolickie obrządku greckiego prawosławnych mieszkańców Rzeczypospolitej. W 1607 roku metropolita kijowski Józef Welamin Rutski i arcybiskup połocki Jozafat Kuncewicz, późniejszy święty, dokonali centralizacji zgromadzeń bazyliańskich.
W 1615 roku Józef Welamin Rutski otrzymał papieskie pozwolenie na studia mnichów bazyliańskich w seminariach rzymskokatolickich w Wilnie, Braniewie, Pradze, Ołomuńcu, Wiedniu oraz w Kolegium Greckim w Rzymie. W celu wzmocnienia zakonu papież Paweł V zezwolił na przyjmowanie do orderu wyznawców Kościoła rzymskokatolickiego wraz ze zmianą obrządku na wschodni. W 1616 roku otwarto pierwszy nowicjat w monasterze Zaśnięcia Matki Bożej w Byteniu.
W 1617 roku pierwsza kapituła generalna, która zebrała się w Nowogródku, zatwierdziła statut zakonu bazylianów, opracowany przez metropolitę Rutskiego i arcybiskupa Kuncewicza. Za wzór wzięto regułę św. Bazylego Wielkiego. Sposób organizacji zakonu zapożyczono od zakonów rzymskokatolickich, a przede wszystkim od jezuitów. W taki sposób została utworzona Wileńska Kongregacja Trójcy Świętej, która jednoczyła pięć klasztorów. W 1624 roku bractwo zostało zatwierdzone przez Kongregację Rozkrzewiania Wiary, a w 1631 roku przez Urbana VIII w bulli Exponi nobis. Pierwszym protoarchimandrytą został Józef Rutski.

#### Administracja zakonu
Według statutu bazylianów, od 1658 roku protoarchimandryta podlegał metropolicie unickiemu i papieżowi. W skład władz orderu wchodzili: protoarchimandryta, prowincjałowie, czterech konsultorów i sekretarz. Ważne dla zakonu decyzje były podejmowane przez kapitułę generalną, która obradowała raz na cztery lata. W skład kapituły generalnej wchodzili: metropolita, protoarchimandryta, arcybiskupi i biskupi, igumeni klasztorów oraz wybrani przedstawiciele z każdego monasteru. Najczęściej zjazdy kapituły generalnej odbywały się w Nowogródku, Żyrowicach i Wilnie.
| Zjazdy kapituły generalnej bazylianów w XVII–XVIII wieku | Zjazdy kapituły generalnej bazylianów w XVII–XVIII wieku | Zjazdy kapituły generalnej bazylianów w XVII–XVIII wieku | Zjazdy kapituły generalnej bazylianów w XVII–XVIII wieku | Zjazdy kapituły generalnej bazylianów w XVII–XVIII wieku | Zjazdy kapituły generalnej bazylianów w XVII–XVIII wieku | Zjazdy kapituły generalnej bazylianów w XVII–XVIII wieku | Zjazdy kapituły generalnej bazylianów w XVII–XVIII wieku | Zjazdy kapituły generalnej bazylianów w XVII–XVIII wieku | Zjazdy kapituły generalnej bazylianów w XVII–XVIII wieku | Zjazdy kapituły generalnej bazylianów w XVII–XVIII wieku | Zjazdy kapituły generalnej bazylianów w XVII–XVIII wieku | Zjazdy kapituły generalnej bazylianów w XVII–XVIII wieku | Zjazdy kapituły generalnej bazylianów w XVII–XVIII wieku | Zjazdy kapituły generalnej bazylianów w XVII–XVIII wieku | Zjazdy kapituły generalnej bazylianów w XVII–XVIII wieku | Zjazdy kapituły generalnej bazylianów w XVII–XVIII wieku | Zjazdy kapituły generalnej bazylianów w XVII–XVIII wieku | Zjazdy kapituły generalnej bazylianów w XVII–XVIII wieku | Zjazdy kapituły generalnej bazylianów w XVII–XVIII wieku | Zjazdy kapituły generalnej bazylianów w XVII–XVIII wieku |
| -------------------------------------------------------- | -------------------------------------------------------- | -------------------------------------------------------- | -------------------------------------------------------- | -------------------------------------------------------- | -------------------------------------------------------- | -------------------------------------------------------- | -------------------------------------------------------- | -------------------------------------------------------- | -------------------------------------------------------- | -------------------------------------------------------- | -------------------------------------------------------- | -------------------------------------------------------- | -------------------------------------------------------- | -------------------------------------------------------- | -------------------------------------------------------- | -------------------------------------------------------- | -------------------------------------------------------- | -------------------------------------------------------- | -------------------------------------------------------- | -------------------------------------------------------- |
| Nowogródek                                               | 1617                                                     |                                                          |                                                          |                                                          |                                                          |                                                          |                                                          |                                                          |                                                          |                                                          |                                                          |                                                          |                                                          | 1686                                                     |                                                          | 1703                                                     |                                                          | 1717                                                     | 1719                                                     | 1730                                                     |
| Żyrowice                                                 |                                                          | 1629                                                     | 1631                                                     |                                                          |                                                          |                                                          |                                                          | 1658                                                     | 1659                                                     | 1661                                                     |                                                          | 1675                                                     | 1679                                                     |                                                          | 1694                                                     |                                                          |                                                          |                                                          |                                                          |                                                          |
| Wilno                                                    |                                                          |                                                          |                                                          | 1636                                                     | 1642                                                     | 1646                                                     | 1650                                                     |                                                          |                                                          |                                                          | 1667                                                     |                                                          |                                                          |                                                          |                                                          |                                                          | 1713                                                     |                                                          |                                                          |                                                          |

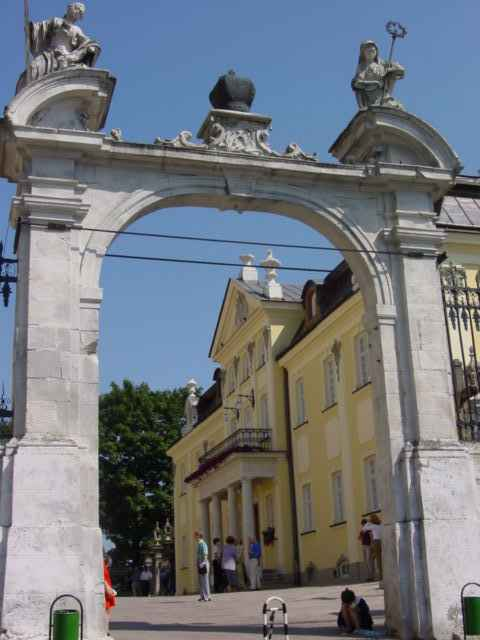
Pałac metropolitów greckokatolickich, 1761–1762 we Lwowie

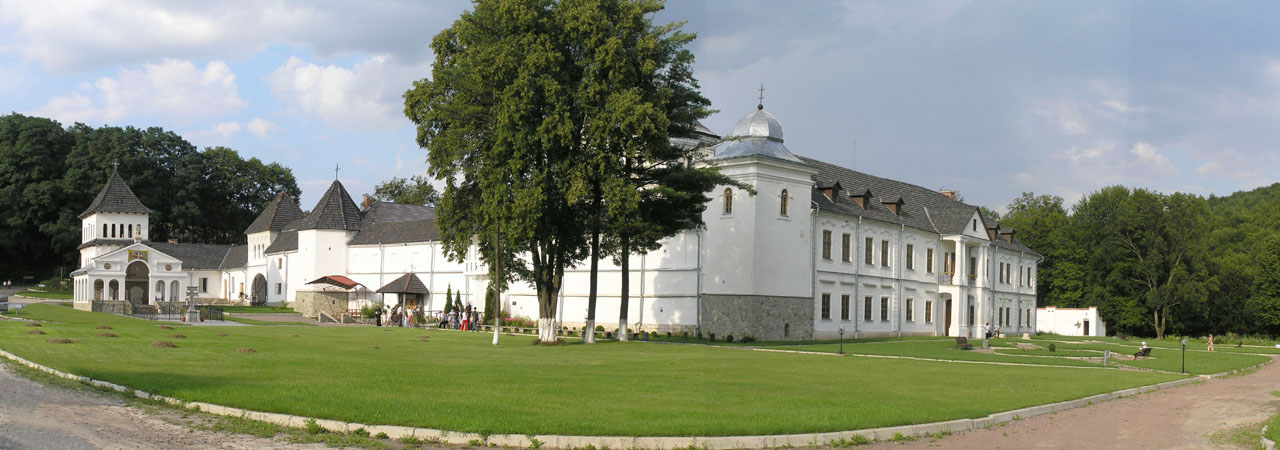
Ławra Uniowska

W 1635 roku król Władysław IV Waza nadał bazylianom przywilej, według którego wyłącznie mnisi bazyliańscy mogli piastować godność biskupa Kościoła unickiego. Przywilej wzmocnił pozycję polityczną i religijną kongregacji. Do końca XVIII wieku prawie wszyscy greckokatoliccy metropolici kijowscy pochodzili z zakonu bazylianów.
W roku 1720 miało miejsce jedno z przełomowych wydarzeń w historii Kościoła greckokatolickiego i zakonu bazylianów. W dniach 26 sierpnia – 26 września obradował w Zamościu synod cerkwi greckokatolickiej. Synod wytyczył nowy kierunek w liturgii greckokatolickiej: latynizacja miała na celu zbliżenie obrządku bizantyjskiego w Kościele unickim do rytu rzymskokatolickiego. Zmiany te podzieliły duchowieństwo greckokatolickie. Stronnictwo, skupione przy soborze św. Jura we Lwowie, rozważało nawet ponowne przejście na prawosławie. Wszystkie monastery greckokatolickie w Rzeczypospolitej synod podporządkował kongregacji bazyliańskiej. Decyzją synodu, zrealizowaną dopiero w 1739 roku, została utworzona Ruska (Polska vel Koronna) Kongregacja Opieki Najświętszej Bogurodzicy. W jej skład weszły klasztory, należące do eparchii w Łucku, Włodzimierzu, Chełmie, Lwowie i Przemyślu. Rezydencja protoarchimandryty znajdowała się w klasztorze w Torokaniach pod Kobryniem, zaś prowincjała litewskiego – w Wilnie.
27 grudnia 1742 roku papież Benedykt XIV wydał breve, na mocy którego zostały połączone w jedną istniejące dotychczas kongregacje bazyliańskie (litewska – Trójcy Świętej i ruska – Opieki Najświętszej Bogurodzicy). Zakon z kolei został podzielony na dwie prowincje: Ruską (Korona) i Litewską (Wielkie Księstwo Litewskie). Funkcję protoarchimandryty pełnili na zmianę przedstawiciele prowincji. Breve zostało ogłoszone przez kapitułę generalną w Dubnie w 1743 roku. 11 maja 1744 roku Benedykt XIV w breve Inter pluris ustanowił nową nazwę kongregacji: Ruski Zakon Świętego Bazylego Wielkiego (Ordo Sancti Basilii Magni Ruthenorum).

#### Wzrost liczby klasztorów bazyliańskich w XVII–XVIII w.
Na początku swojego istnienia bazylianie mieli trzynaście klasztorów (w 1622 roku), do roku 1648 ich liczba wzrosła trzykrotnie – do trzydziestu dziewięciu. W latach 1744–1748 w prowincji litewskiej istniało sześćdziesiąt sześć monasterów z czterysta czterdziestoma sześciu mnichami, w polskiej – sto dwadzieścia dwa klasztory i około sześciuset pięćdziesięciu mnichów. Oprócz tego metropolicie kijowskiemu podlegała archimandria w Supraślu z dwiema rezydencjami i trzydziestoma mnichami. W 1773 roku w prowincji litewskiej były już siedemdziesiąt dwa klasztory (w tym pięćdziesiąt pięć znajdowało się na terenie Białorusi) i sześćset dwunastu mnichów. Największe monastery mieściły się w Połocku, Żyrowicach, Mińsku, Witebsku, Berezweczu, Borunach, Byteniu, Antopolu. Istniały również klasztory na terenie współczesnej Rosji – w Smoleńsku i Wierbiłowie pod Jelnią.

#### Działalność edukacyjna i wydawnicza
Pierwszą placówkę edukacyjną bazylianie założyli w 1607 roku w Wilnie, w klasztorze św. Trójcy. Do współpracy zostali zaproszeni karmelici, a w 1621 roku również jezuici. W 1613 roku król Zygmunt III Waza zezwolił zakonowi na tworzenie szkół początkowych i średnich. Językami nauczania były ruski i polski. Bazylianie wprowadzili program edukacji świeckiej na kierunkach teologicznych i humanistycznych.
W XVIII i na początku XIX wieku największe szkoły bazyliańskie miały od trzystu do pięciuset uczniów, co pozwalało im rywalizować w sferze edukacji z jezuitami. Po kasacie zakonu jezuitów w 1773 roku bazylianie przejęli kilka ich kolegiów. Pod koniec XVIII wieku zakon miał około dwudziestu sześciu uczelni.
Bazylianie mieli własne drukarnie w Wilnie, Supraślu, Mińsku, Lwowie, Poczajowie i zajmowali się wydawaniem książek w językach polskim, łacińskim i staro-cerkiewno-słowiańskim. Największa drukarnia bazyliańska w Poczajowie w czasach swojej świetności wydała około trzystu tytułów, przy czym około 40% stanowiła literatura świecka.

### Zakon w dobie rozbiorów Polski
Po I rozbiorze Polski w 1772 roku, diecezje greckokatolickie zostały rozparcelowane i znalazły się w granicach trzech państw: Rzeczypospolitej, Imperium Rosyjskiego i Cesarstwa Austriackiego. W celu uniemożliwienia ingerencji duchownych polskich w sprawy wewnętrzne Rosji i Austrii, na ziemiach zabranych zostały utworzone w roku 1780 dwie nowe prowincje: Najświętszego Zbawiciela w Galicji i świętego Mikołaja na Białorusi. Każda prowincja liczyła po siedemdziesiąt dwa klasztory i ponad sześciuset mnichów.

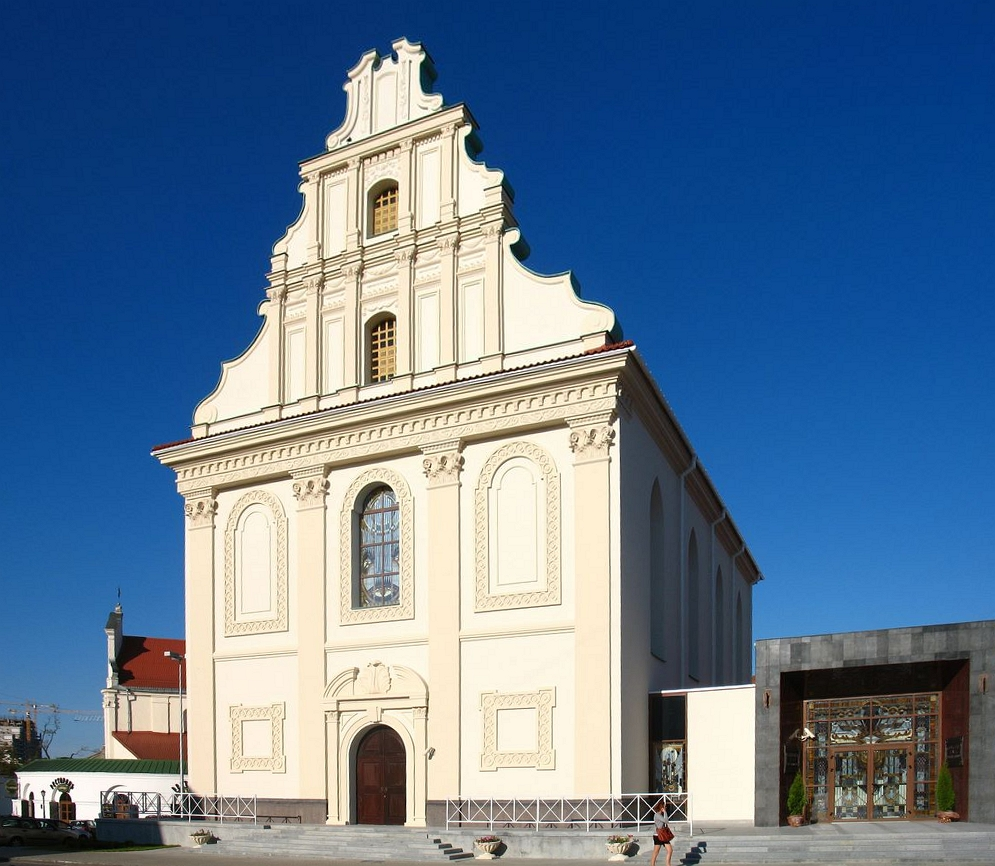
Kościół i klasztor św. Ducha z 1612 r. (od 1796 r. cerkiew prawosławna śś. Piotra i Pawła) w Mińsku.

#### Bazylianie w Imperium Rosyjskim
Po roku 1772 sytuacja Kościoła greckokatolickiego stopniowo pogarszała się, szczególnie na ziemiach dołączonych do Cesarstwa Rosyjskiego. Administracja zakonu bazylianów w zaborze rosyjskim podupadła, bowiem Rosja zabroniła jakichkolwiek kontaktów z władzami zakonnymi, które po pierwszym rozbiorze pozostały w granicach Polski. Monastery bazyliańskie na ziemiach rosyjskich zostały podporządkowane miejscowym biskupom unickim. Taka polityka w stosunku do administracji Kościoła greckokatolickiego nie zahamowała jego rozwoju. W roku 1801 liczba klasztorów wynosiła osiemdziesiąt pięć, mnichów – siedmiuset trzydziestu dwóch.
Po ostatecznym zlikwidowaniu Rzeczypospolitej, w zaborze rosyjskim wydano szereg ustaw, ograniczających rozwój sieci parafii greckokatolickich. W 1802 roku zakazano wybierania protoarchimandrytów i prowincjałów, w 1804 roku – zjazdu Kongregacji i kontaktów z Rzymem, w 1820 roku – działalności wydawniczej i oświatowej. W 1828 roku Greckounickie Kolegium pod naciskiem rządu przyjęło postanowienie skasowania „zbędnych” monasterów bazyliańskich. Wszystkie wyżej wspomniane ustawy władz rosyjskich miały za cel przywrócenie wyznawców Kościoła greckokatolickiego (w mniemaniu duchownych prawosławnych „schizmatyków”) na łono Cerkwi prawosławnej.
W 1839 roku na mocy postanowień synodu połockiego wszystkie klasztory bazyliańskie w Cesarstwie Rosyjskim zostały bądź zlikwidowane, bądź przekształcone w monastery prawosławne. Postanowienia nie dotyczyły Królestwa Polskiego. W latach siedemdziesiątych XIX wieku zostały zamknięte klasztory również w Królestwie Polskim, ostatnim był monaster w Warszawie, skasowany w 1875 roku.

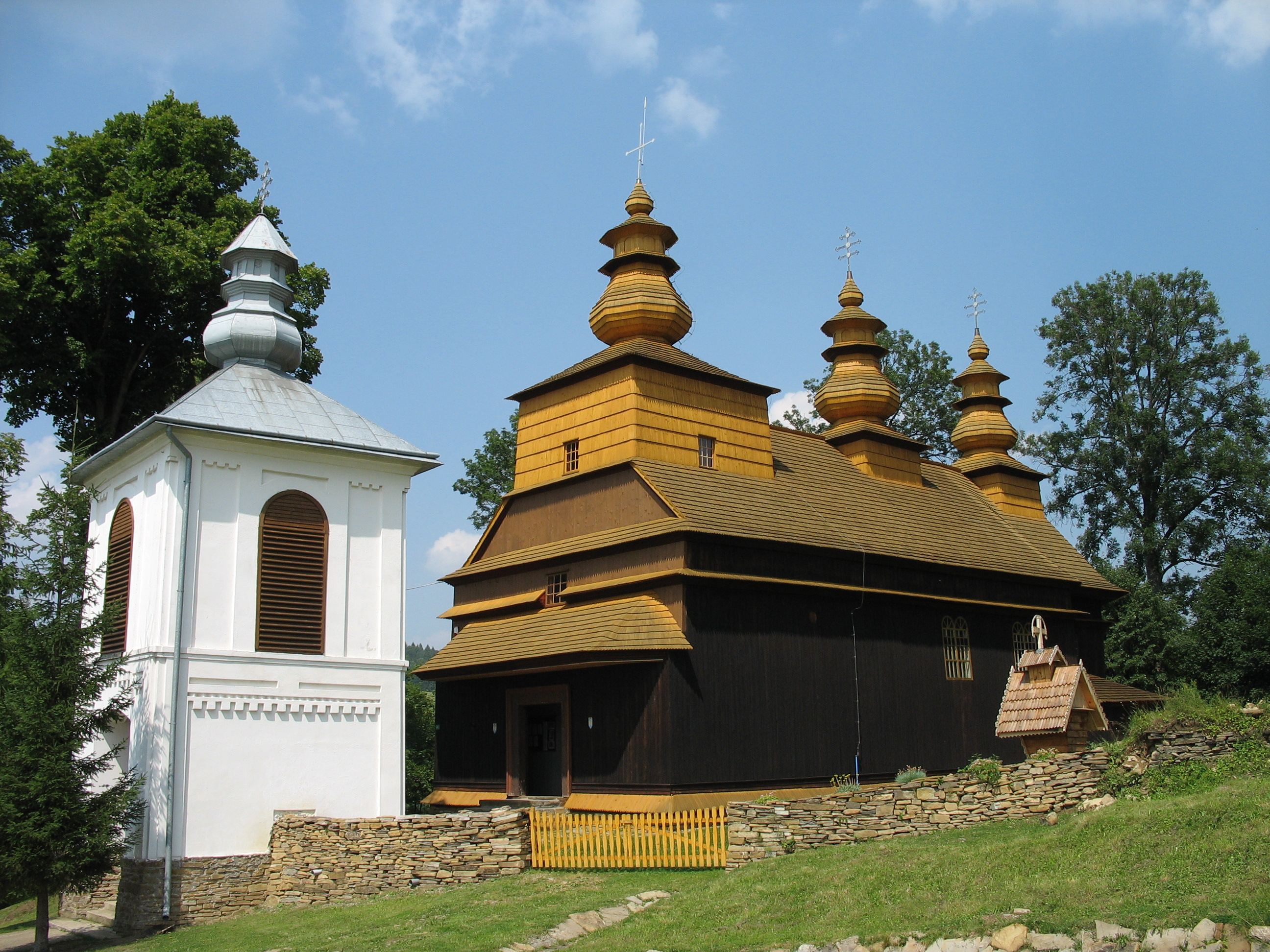
Cerkiew Świętego Onufrego (obecnie kościół rzymskokatolicki) w Wisłoku Wielkim

#### Bazylianie w zaborze austriackim
Katolickie Cesarstwo Austriackie drugiej połowy XVIII wieku wprowadziło politykę józefinizmu, która polegała na wymaganiu od kleru zaangażowania się w sprawy społeczne, czyniąc z duchowieństwa urzędników państwowych. Została również przeprowadzona reorganizacja sieci klasztorów, które podporządkowano poszczególnym biskupom. Po śmierci cesarza Józefa II reformy zaniechano, ale wprowadzonych zmian nie cofnięto. Po III rozbiorze Polski, w roku 1802, rząd austriacki potwierdził wszystkie prawa i przywileje zakonu bazylianów. Przez cały wiek XIX w zaborze austriackim można zaobserwować zanikanie administracji bazyliańskiej. Potwierdza to liczba monasterów około roku 1880: w Galicji – czternaście klasztorów (około sześćdziesięciu mnichów), na Węgrzech – siedem klasztorów.

#### Reforma dobromilska
Reforma otrzymała nazwę dobromilskiej (od miejscowości na Ukrainie, gdzie została zapoczątkowana). Inicjatorem reformy zakonu bazyliańskiego był protoihumen galicyjski – Klemens Sarnicki. Zwrócił on uwagę ówczesnego papieża Leona XIII na coraz bardziej pogarszający się potencjał kulturowo-religijny zakonu, z którego w poprzednich wiekach kongregacja była znana. W 1882 roku papież w swoim liście apostolskim Singulare presidium polecił jezuitom przeprowadzić reorganizację zakonu bazylianów. Zlecenie reformy jezuitom wywołało oburzenie w środowisku kleru greckokatolickiego, ale także w społeczności świeckiej, które utożsamiało Kościół greckokatolicki z jedyną ostoją budzącej się świadomości narodowej. Obawiano się, że jezuici wykorzystają zaistniałą sytuację do nawracania grekokatolików na łacinników.
Reakcje przeciwników reformy były dwojakie. Duchowni bazyliańscy wysłali protest do papieża, nazywając w nim jezuitów judzicielami i niegodziwcami. Z braku odzewu papieża w 1884 roku świeccy unici zorganizowali we Lwowie wiec, skutkiem którego było wystosowanie protestu do cesarza austriackiego. W 1885 roku, po wysłuchaniu delegacji grekokatolików lwowskich, Franciszek Józef I obiecał, że zajmie się problemem.
Jezuici, pomimo głosów sprzeciwu i niechęci wyznawców greckokatolickich, dyplomatycznie podeszli do wdrażania reformy w życie. Byli dobrze zorientowani w stosunkach polityczno-kulturalnych na Ukrainie. Wszyscy znali język ukraiński. Żeby nie wzbudzać niechęci wśród nowicjuszy i starszego duchowieństwa greckokatolickiego, nie prezentowali otwarcie odmienności swojego obrządku. Dla odprawienia liturgii łacińskiej w każdym klasztorze bazyliańskim było przygotowane oddzielne pomieszczenie. W niektórych klasztorach reformatorzy otrzymali dyspensę na wspólnie posty z bazylianami.
Reforma zakonu bazyliańskiego polegała na zapewnieniu mnichom greckokatolickim wszechstronnego wykształcenia. Nowicjusze uniccy kształcili się pod okiem tymczasowych jezuickich przełożonych z takich przedmiotów jak: gramatyka, historia, język niemiecki, łacina, greka, literatura cerkiewna i religijna oraz retoryka. Skutki gruntownego wykształcenia mnichów bazyliańskich można było dostrzec po kilkunastu latach. Wzrosła liczba powołań, duchowni greckokatoliccy rozszerzyli swoją działalność duszpasterską i oświatową na ukraińskie, białoruskie i rusińskie środowiska emigracyjne za oceanem. W 1896 roku Stolica Apostolska zatwierdziła nową konstytucję kongregacji, po czym zakon bazylianów wznowił swoją działalność duszpasterską. W 1906 roku odbył się pierwszy po reformie zjazd kapituły generalnej.
Najpóźniej reforma dobromilska dotarła na Węgry i do Rumunii, dopiero w latach dwudziestych XX wieku, ponieważ proces przekształcania zakonu został wstrzymany na skutek wybuchu I wojny światowej. Po jej zakończeniu nastąpiły zmiany na mapie politycznej Europy i dzieje zakonu bazylianów należy odtąd rozpatrywać przez pryzmat historii poszczególnych państw.

### Zakon bazylianów w Polsce w XX wieku

#### Bazylianie w okresie 1918–1939

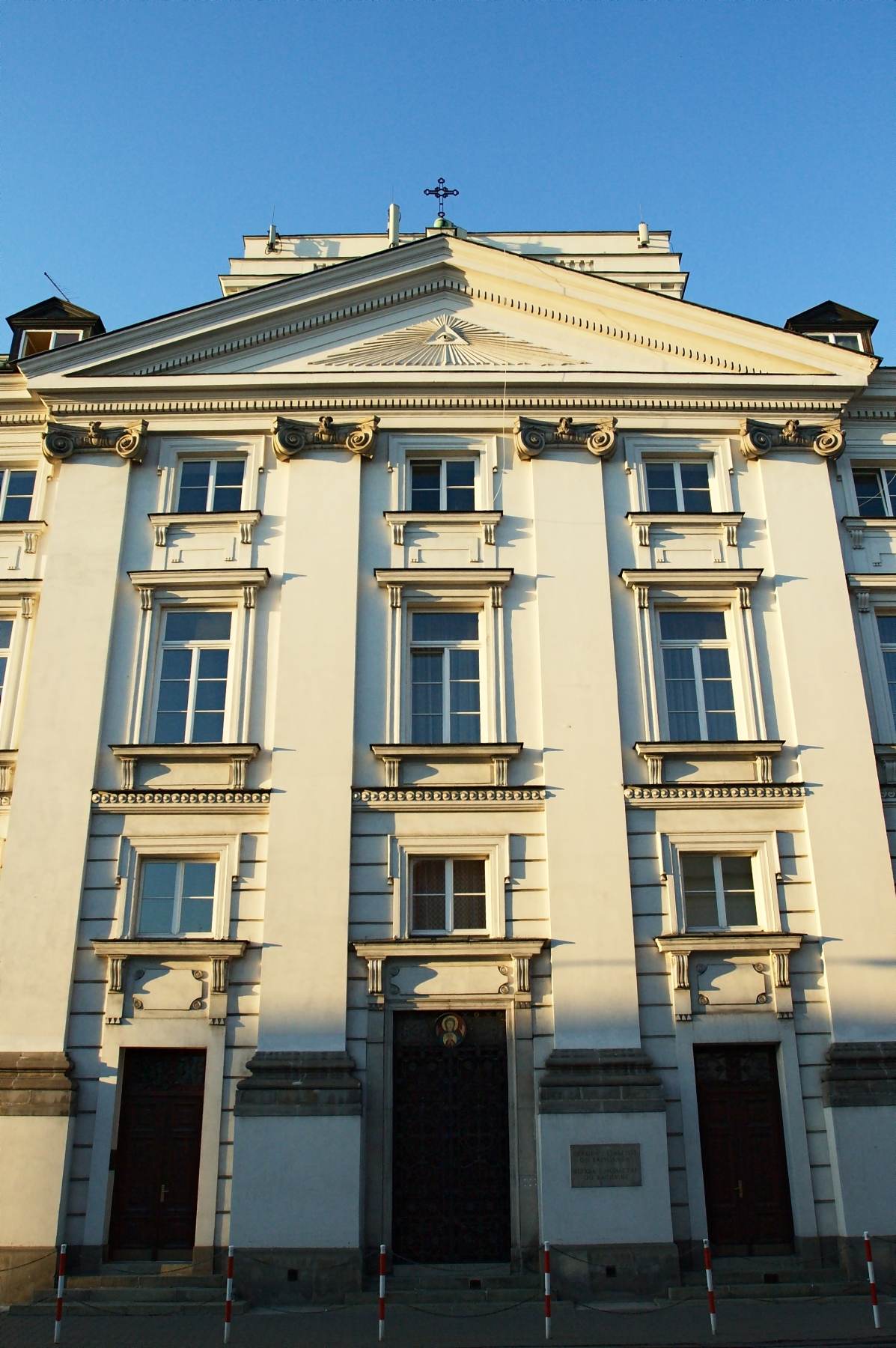
Cerkiew Zaśnięcia Najświętszej Bogurodzicy i św. Jozafata biskupa i męczennika w Warszawie przy ul. Miodowej 16

Po zakończeniu I wojny światowej i podpisaniu traktatu ryskiego większość klasztorów bazyliańskich znalazła się w granicach II Rzeczypospolitej. W 1931 roku miał miejsce zjazd kapituły generalnej. Na mocy jej postanowień kongregacja została podzielona na następujące prowincje: Najświętszego Zbawcy (Galicja), św. Mikołaja (Zakarpacie) oraz Najświętszego Serca Jezusa (Stany Zjednoczone, Kanada). Główna rezydencja władzy zakonnej została przeniesiona do Rzymu. Zmieniono również nazwę zakonu na Ordo Basilianus Sancti Josaphat, która została zatwierdzona przez papieża Piusa XI w 1932 roku.
W latach trzydziestych XX wieku nastąpił wzrost liczby powołań. Klasztory bazylianów liczyły wówczas około sześciuset pięćdziesięciu mnichów. W roku 1939 bazylianom umożliwiono prowadzenie audycji w języku ukraińskim na antenie Radia Watykańskiego.

#### Zakon bazylianów w czasach PRL

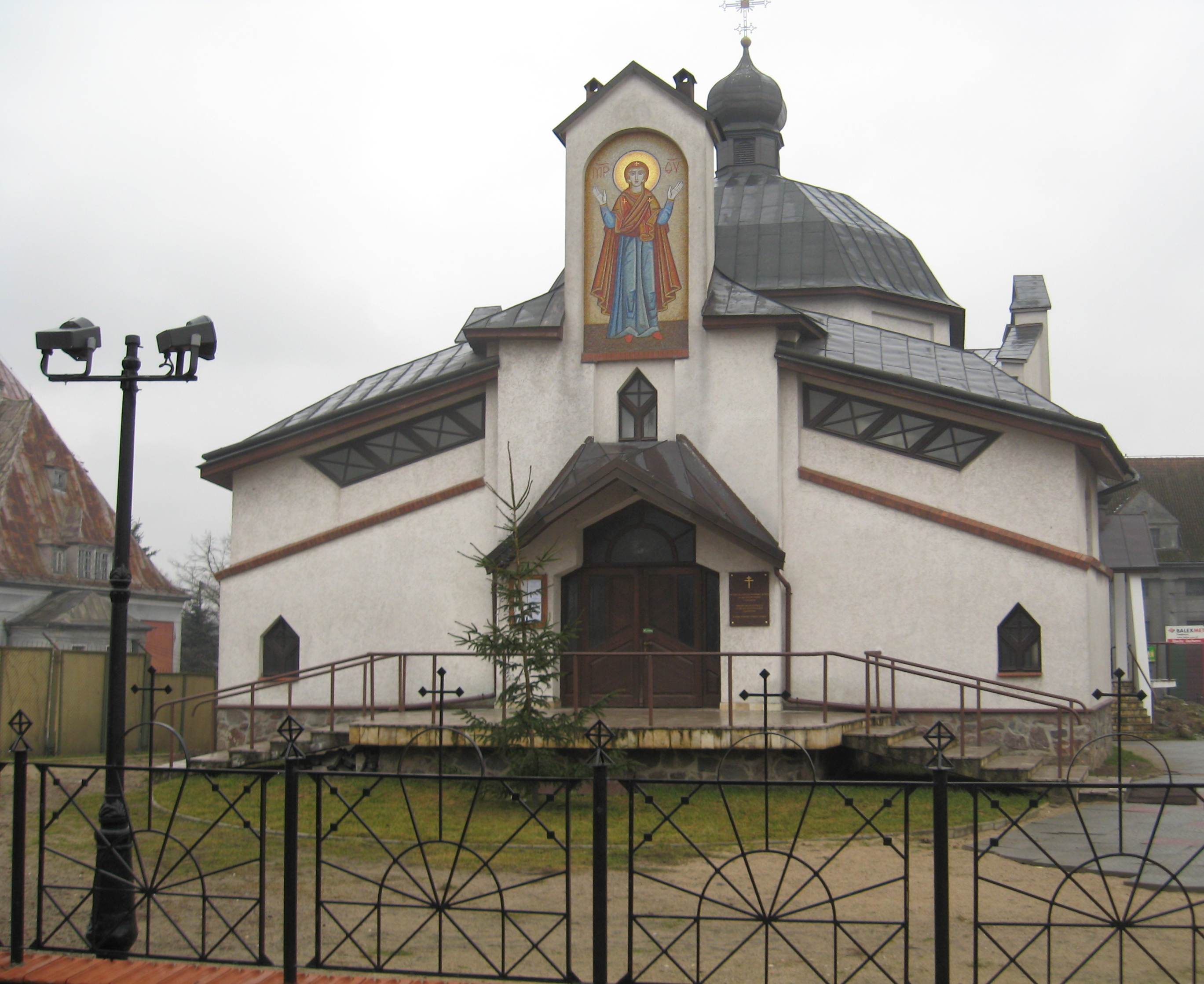
Cerkiew Świętego Bazylego Wielkiego w Kętrzynie

17 września 1939 roku terytoria wschodnie II Rzeczypospolitej znalazły się w granicach ZSRR. Po zakończeniu II wojny światowej również cała Europa Wschodnia należała do bloku komunistycznego. W miarę szerzenia procesu ateizacji społeczeństwa na „ziemiach wyzwolonych” stopniowo redukowano administrację zarówno katolicką, jak i prawosławną. NKWD przeprowadzało masowe aresztowania księży i zakonników, wysyłając ich do łagrów. Represje uderzyły także w zakon bazylianów, pozbawiając ich majątków już w roku 1939 i zabraniając im działalności oświatowej.
W 1945 roku zostali aresztowani wszyscy biskupi greckokatoliccy na Białorusi i Ukrainie. W 1946 roku odbył się pseudosynod greckokatolicki we Lwowie. Pod presją Moskwy Ukraiński Kościół Greckokatolicki włączono do Cerkwi prawosławnej Patriarchatu Moskiewskiego. Do 1950 roku wszystkie klasztory bazyliańskie w państwie Rad zostały skasowane. W państwach bloku socjalistycznego przetrwało kilka klasztorów: w Polsce Ludowej i socjalistycznej Jugosławii.
W Polsce Kościół greckokatolicki działał w ramach administracji Kościoła rzymskokatolickiego, a bazylianie prowadzili pracę duszpasterską na Ziemiach Odzyskanych – wśród ludności greckokatolickiej, deportowanej na skutek akcji „Wisła”. Placówką, wysyłającą misjonarzy bazyliańskich był jedyny w Polsce powojennej klasztor przy ul. Miodowej 16 w Warszawie. W tym klasztorze wznowiony został nowicjat – w 1959 roku.
Odwilż gomułkowska przyniosła poprawę sytuacji Kościoła w Polsce. Stopniowo bazylianie rozszerzali swoją działalność – na północy państwa. Powiększała się liczba zakonników, o czym świadczą powstałe w 1961 roku rezydencja zakonna w Przemyślu, w 1977 roku w Węgorzewie, a w 1982 roku – w Kołobrzegu. W 1983 roku otwarty został drugi w Polsce dom zakonny – w Węgorzewie, który stał się jednocześnie stolicą nowo utworzonej wiceprowincji. Bazylianie w latach 1975–1983 prowadzili działalność duszpasterską w Stargardzie, w latach 1985–1991 również w Olsztynie. Ich parafie w tych miastach zostały przekazane w latach późniejszych greckokatolickim kapłanom diecezjalnym. W 1982 roku została erygowana wiceprowincja zakonu bazylianów Opieki Najświętszej Bogurodzicy.

#### Sytuacja zakonu w Polsce po upadku komunizmu
Pierwszym klasztorem, powstałym po upadku komunizmu w Polsce był klasztor w Kętrzynie, założony w roku 1990. Rok później został zwrócony zakonowi klasztor i cerkiew w Przemyślu. W roku 1997 tamże został otworzony drugi monaster. Klasztor przy ul. Miodowej w Warszawie brał czynny udział w odnowieniu struktury zakonów bazyliańskich na Ukrainie, Słowacji i w Rumunii, umożliwiając kandydatom do nowicjatu naukę w swojej siedzibie, a później wysyłając młodych zakonników na Papieski Wydział Teologiczny w Warszawie w celu kontynuacji kształcenia. Według oficjalnych danych z 1 stycznia 2008 roku w prowincji bazyliańskiej funkcjonują cztery klasztory: w Warszawie, Przemyślu, Kętrzynie i Węgorzewie. Społeczność zakonna liczy osiemnastu członków: trzynastu ojców zakonnych, jednego diakona, dwóch braci zakonnych. Pod opieką bazylianów działa jedenaście parafii. Dziesięć znajduje się w województwie warmińsko-mazurskim i jedna w województwie mazowieckim – w Warszawie.
| Parafie w Polsce, administrowane przez ojców bazylianów (stan na 2009 rok) | Parafie w Polsce, administrowane przez ojców bazylianów (stan na 2009 rok) | Parafie w Polsce, administrowane przez ojców bazylianów (stan na 2009 rok) | Parafie w Polsce, administrowane przez ojców bazylianów (stan na 2009 rok) |
| -------------------------------------------------------------------------- | -------------------------------------------------------------------------- | -------------------------------------------------------------------------- | -------------------------------------------------------------------------- |
| Miejscowość                                                                | Wezwanie parafii                                                           | Przejęta przez zakon w roku                                                |                                                                            |
| Asuny                                                                      | Zaśnięcia Najświętszej Bogurodzicy                                         | 1982                                                                       |                                                                            |
| Bajory Małe                                                                | Ofiarowania Najświętszej Bogurodzicy                                       | 1975                                                                       |                                                                            |
| Banie Mazurskie                                                            | Św. Mikołaja                                                               | 1978                                                                       |                                                                            |
| Chrzanowo                                                                  | Świętych apostołów Piotra i Pawła                                          | 1974                                                                       |                                                                            |
| Giżycko                                                                    | Trójcy Przenajświętszej                                                    | 1991                                                                       |                                                                            |
| Kętrzyn                                                                    | Św. Bazylego Wielkiego                                                     | 1989                                                                       |                                                                            |
| Kruklanki                                                                  | Św. Jozafata                                                               | 1962                                                                       |                                                                            |
| Reszel                                                                     | Przemienienia Pańskiego                                                    | 1990                                                                       |                                                                            |
| Warszawa                                                                   | Zaśnięcia Najświętszej Bogurodzicy i św. Jozafata, biskupa i męczennika    | 1721–1875, 1938–                                                           |                                                                            |
| Węgorzewo                                                                  | Świętego Krzyża                                                            | 1976                                                                       |                                                                            |
| Wydminy                                                                    | Świętych Włodzimierza i Olgi                                               | 1976                                                                       |                                                                            |

Z klasztoru w Węgorzewie pochodzą dwaj biskupi greckokatoliccy. Są to egzarcha kijowsko-wyszhorodzki – Wasyl Medwit oraz ordynariusz eparchii wrocławsko-gdańskiej – Włodzimierz Juszczak. Dwóch polskich misjonarzy bazyliańskich działa na Ukrainie.

### Bazylianie na świecie
W wyniku reformy dobromilskiej misje i klasztory bazyliańskie zaczęły powstawać na całym świecie. Już w 1897 roku zakonnicy otworzyli pierwszą misję na półkuli zachodniej – w Brazylii. Kolejno bazylianie zakładali klasztory w Kanadzie – w 1902 roku, w Stanach Zjednoczonych – w 1907 i Argentynie – w 1934.
Po zakończeniu drugiej wojny światowej nastąpiły zmiany w administracji zakonnej zarówno w Ameryce, jak i w Europie Wschodniej. W 1947 roku powstały trzy nowe prowincje: na Węgrzech, w Rumunii i Czechosłowacji. Ale w czasie, gdy zakon w Europie Wschodniej przeżywał kryzys, działalność bazylianów w Ameryce rozwijała się. W 1948 roku zostały utworzone dwie prowincje zakonne: w Stanach Zjednoczonych i Kanadzie. Brazylijska wiceprowincja św. Józefa otrzymała status prowincji. W 1964 roku powstała prowincja zakonu w Argentynie. Po ponad stupięćdziesięcioletniej przerwie w roku 1953 został obrany nowy protoarchimandryta (stanowisko to zostało zlikwidowane w Cesarstwie Rosyjskim w 1802 roku – patrz wyżej).
Po upadku komunizmu w Europie Wschodniej zaczął się proces odrodzenia zakonu w Rumunii, na Słowacji, Ukrainie i Węgrzech. Zakon został zaangażowany w odnowienie Kościoła greckokatolickiego w państwach byłego bloku komunistycznego. Na Ukrainie wznowiono działalność wydawnictwa bazyliańskiego we Lwowie „Misjonarz”. W Brzuchowicach na Ukrainie zostało utworzone centrum edukacyjne dla stu pięćdziesięciu studentów.
| Zakon bazylianów na świecie (stan na 2009 rok) | Zakon bazylianów na świecie (stan na 2009 rok) | Zakon bazylianów na świecie (stan na 2009 rok) | Zakon bazylianów na świecie (stan na 2009 rok) | Zakon bazylianów na świecie (stan na 2009 rok) | Zakon bazylianów na świecie (stan na 2009 rok) |
| ---------------------------------------------- | ---------------------------------------------- | ---------------------------------------------- | ---------------------------------------------- | ---------------------------------------------- | ---------------------------------------------- |
| Państwo                                        | Nazwa prowincji                                | Dom prowincjalny w mieście                     | Ilość klasztorów                               | Ilość rezydencji                               | Ilość ośrodków misyjnych                       |
| Argentyna                                      | Niepokalanego Poczęcia Panny Marii             |                                                |                                                |                                                |                                                |
| Brazylia                                       | Św. Józefa                                     | Kurytyba                                       | 12                                             | 1                                              |                                                |
| Czechy                                         |                                                |                                                |                                                |                                                | 1                                              |
| Kanada                                         | Najświętszego Serca Jezusowego                 | Winnipeg                                       | 3                                              | 7                                              |                                                |
| Litwa                                          |                                                |                                                |                                                | 1                                              |                                                |
| Niemcy                                         |                                                |                                                |                                                |                                                | 1                                              |
| Rumunia                                        | App Piotra i Pawła                             | Kluż-Napoka                                    | 2                                              |                                                |                                                |
| Słowacja                                       | Świętych Cyryla i Metodego                     | Preszów                                        |                                                | 4                                              |                                                |
| Ukraina                                        | Najświętszego Zbawiciela                       | Lwów                                           | 9                                              | 7                                              | 7                                              |
| USA                                            | Zaśnięcia NMP                                  | Nowy Jork                                      | 3                                              | 5                                              |                                                |
| Wielka Brytania                                |                                                |                                                |                                                |                                                | 1                                              |
| Węgry                                          | Św. Szczepana                                  | Máriapócs                                      | 5                                              | 1                                              |                                                |
| Włochy                                         | Kuria Generalna                                | Rzym                                           |                                                |                                                |                                                |

## Formacja zakonna
Wstąpienie do wspólnoty zakonnej bazylianów odbywa się w kilku etapach:
1. Kandydatura – pierwszy rok życia zakonnego. Kandydat poznaje zasady życia w klasztorze. Pod okiem wyznaczonego mnicha utwierdza się w swoim powołaniu.
2. Nowicjat – drugi etap życia zakonnego. Kandydat otrzymuje habit zakonny, ale nie składa jeszcze ślubów. Zostaje wprowadzony w duchowość zakonną i klasztorne praktyki modlitewne, zapoznaje się z regułą zakonną.
3. Śluby tymczasowe – przysięga zakonna, składana na okres jednego roku i odnawiana w przeciągu pięciu lat. Zakonnik składa śluby czystości, posłuszeństwa i ubóstwa. Po upływie roku można zrezygnować z życia zakonnego i opuścić klasztor. W okresie ślubów tymczasowych zakonnikom przeznacza się prace i studia według zdolności. Kandydaci do kapłaństwa studiują, a bracia odbywają specjalistyczne kursy, lub otrzymują obowiązki we wspólnocie. Zakonnicy pogłębiają swoje życie modlitewne i pod przewodnictwem doświadczonego mnicha realizują śluby.
4. Wieczysta profesja zakonna – śluby wieczyste. Po pięciu latach ślubów tymczasowych zakonnik składa wieczystą profesję zakonną. Warunkiem jest jego pewność odnośnie do swojego powołania oraz zdobycie potrzebnej wiedzy i doświadczenia duchowego. Śluby wieczyste obowiązują do końca życia. Po złożeniu profesji zakonnik jest stróżem własnego serca i sam dba o pogłębienie modlitewnej łączności z Bogiem i Jego wolą. Przełożony klasztoru jest dla niego pomocnikiem w drodze do Królestwa Wiecznego[10].

## Herb zakonu bazylianów
W centrum herbu umieszczona jest płonąca kolumna. Ogień jest znakiem miłości, która określa kierunek w służbie Bogu i ludziom. Kolumna jest także symbolem św. Bazylego, który łączy w sobie cechy realisty, mocno stąpającego po ziemi, i idealisty, który swój duch wznosił ku Bogu. Napis w herbie w języku greckim („Taki był Bazyli Wielki”) odnosi się do założyciela zakonu. Kolumna wyrasta z kręgu ziemi i jest skierowana ku niebu. Ogień i napis są otoczone wstęga. Słońce nad kolumną symbolizuje Zbawcę. W tarczy słonecznej umieszczony jest monogram Jezusa Chrystusa – „IXC”. Krzyż nad literą X w inicjałach jest znakiem podążania za Zbawicielem. Herb otoczony jest wieńcem. Gałąź dębowa w wieńcu jest symbolem trwałości i mocy w trudzie i duchowym rozwoju. Gałąź laurowa symbolizuje eschatologiczną nagrodę dla zwycięzców.

## Święci i błogosławieni
Tradycja życia klasztornego zakonu bazylianów św. Jozafata sięga wczesnego chrześcijaństwa. Regułę zakonną stworzył św. Bazyli Wielki, nie jest on jednak założycielem Zakonu Bazyliańskiego Świętego Jozafata. Za twórcę tej kongregacji jest uważany św. Jozafat Kuncewicz, który żył ponad tysiąc lat później.
| Święci, błogosławieni i zasłużeni dla rozwoju zakonu bazylianów św. Jozafata | Święci, błogosławieni i zasłużeni dla rozwoju zakonu bazylianów św. Jozafata | Święci, błogosławieni i zasłużeni dla rozwoju zakonu bazylianów św. Jozafata | Święci, błogosławieni i zasłużeni dla rozwoju zakonu bazylianów św. Jozafata                                       |
| ---------------------------------------------------------------------------- | ---------------------------------------------------------------------------- | ---------------------------------------------------------------------------- | --- |
| Imię                                                                         | Lata życia                                                                   | Wyniesiony na ołtarze w roku                                                 | Zasługa |
| Św. Bazyli Wielki                                                            | 329–379                                                                      | IV wiek                                                                      | autor reguły zakonnej, tekstu liturgii mszalnej dla kościoła obrządku bizantyjskiego                               |
| Św. Teodor Studyta                                                           | 759–826                                                                      | 828                                                                          | twórca programu zajęć w klasztorze, hierarchii godności, kodeksu pokutnego i zasad ubóstwa                         |
| Św. Antoni Pieczerski                                                        | 983–1073                                                                     | XII wiek                                                                     | prekursor nurtu w życiu mniszym, nacechowanego nieustanną pracą, wstrzemięźliwością, umartwianiem ciała, czuwaniem |
| Św. Teodozjusz Pieczerski                                                    | 1029–1074                                                                    | 1108                                                                         | propagator na Rusi Kijowskiej reguły św. Teodora Studyty                                                           |
| Św. Jozafat Kuncewicz                                                        | 1580–1623                                                                    | 1867                                                                         | reformator klasztorów i duchowieństwa                                                                              |
| Józef Welamin Rutski                                                         | 1574–1637                                                                    | Trwa proces beatyfikacji                                                     | działacz na rzecz podniesienia poziomu wykształcenia bazylianów                                                    |
| Bł. Jozafat Kocyłowski                                                       | 1876–1947                                                                    | 2001                                                                         | przeciwnik władz komunistycznych                                                                                   |
| Czcigodny Sługa Boży Andrzej Szeptycki                                       | 1865–1944                                                                    | Trwa proces beatyfikacji                                                     | działacz na rzecz unifikacji religijnej i politycznej narodu ukraińskiego                                          |
| Bł. Paweł Gojdič                                                             | 1888–1960                                                                    | 2001                                                                         | obrońca praw mniejszości rusińskiej w Czechosłowacji                                                               |
| Bł. Sewerian Baranyk                                                         | 1889–1941                                                                    | 2001                                                                         | przeciwnik władz komunistycznych                                                                                   |
| Bł. Jakym Seńkiwski                                                          | 1896–1939                                                                    | 2001                                                                         | przeciwnik władz komunistycznych                                                                                   |
| Bł. Witalis Bajrak                                                           | 1907–1946                                                                    | 2001                                                                         | przeciwnik władz komunistycznych                                                                                   |